# La Main dans la main
Pour les articles homonymes, voir Main dans la main.
La Main dans la main est une œuvre autobiographique de Georges Simenon publiée pour la première fois aux Presses de la Cité en juillet 1978.
L'œuvre est dictée par Simenon à Lausanne (Vaud), 12 avenue des Figuiers, du 24 août au 9 novembre 1976 ; et révisée du 15 au 17 décembre 1976.
Elle fait partie de ses Dictées.

## Résumé
Dans La Main dans la main, Simenon rappelle qu'autrefois, à l'instar de n'importe quel individu, il était fait « d'une pâte malléable, et le moule dans lequel on nous coule insidieusement laisse des traces dans notre personnalité ».
Qui plus est : « Quoi que nous fassions, il y a toujours une plus ou moins petite part de notre enfance qui nous poursuit. Nous nous croyons
libres. Nous façonnons nos propres pensées, nos opinions. Il n'en reste pas moins qu'à une occasion ou à une autre, cette enfance revient à la surface et qu'elle nous dicte des gestes que notre raison réprouve ».
Ceci vaut pour la vieillesse, cette enfance retrouvée : « En somme, nous passons de l'enfance plus ou moins inconsciente à la vieillesse qui l'est peut-être aussi. Entre les deux pôles de notre vie, vient se glisser une
période d'agitation, de faim dévorante, si je puis dire, mais c'est aux deux bouts que l'on rencontre la sérénité, c'est-à-dire l'innocence ».